# 小説ウィザードリィ シナリオ4 ワードナの逆襲
『小説ウィザードリィ シナリオ4 ワードナの逆襲』（しょうせつウィザードリィ シナリオ4 ワードナのぎゃくしゅう）はコンピュータRPG『Wizardry #4 The Return of Werdna』をベースにしたダーク・ファンタジー小説。著者は手塚一郎。JICC出版局から発売されていたゲーム雑誌「ファミコン必勝本」の別冊付録として序章が掲載され、後に大幅に加筆されて1990年8月に単行本として刊行された。

## 概要
コンピュータRPGの始祖とも言われる『ウィザードリィ#1』は、冒険者となって地上から出発し、モンスター達を倒しながらダンジョンを進み、地下10階に居る悪の大魔道師ワードナを倒し、ワードナの魔除けを地上に持ち帰るのが目的だった。これに対し、#4はプレイヤーはワードナとなって、地下10階からスタートし、各地に配置された魔法円からモンスターたちを召還し仲間にして、迷宮を徘徊している冒険者たちを倒しながら地上を目指すという#1の全く逆のパターンになっている。シリーズ中でも異色の作品であった。
小説版はゲームと異なりワードナの視点ではなく冒険者達の視点で描かれ、ワードナが冒険者・守護者達を次々と殺戮をしながら数々の罠を突破してくる恐怖小説となっている。ゲームのワードナはかなり弱くお茶目な面もある一方、小説版では強大な魔力を持つ極悪非道の魔道師として描かれている。こういったダークな作品になった理由として著者の手塚はリチャード・マシスンやジョン・ソールの作品の影響を受けたためと語っている。
このように独自の味付けがなされているものの、ゲームの攻略ライターでもある手塚は迷宮のトラップやワードナの召還するモンスターなどの設定についてはゲーム版のものを忠実に守っており、登場する守護者などもゲームに登場したキャラクターを踏襲している（ただし、ベースになったのはあくまでもパソコン版のWiz#4のため、後に発売された『ウィザードリィ ニューエイジ オブ リルガミン』に収録されたリニューアル版とはイメージが異なる部分もある）。オリジナルのゲームはシリーズでも屈指の難解なゲームのため、原作をプレイして辛酸を舐めているプレイヤーであれば、それを難なく突破してくる（ように見える）小説版のワードナには更なる脅威と恐怖を感じられるようになっている。

## ストーリー
悪の大魔道師ワードナは、狂王トレボーから魔除けを盗み出した後、一夜にして広大な地下迷宮を作り出し、数々の魔物を呼び集めた。彼は勇敢な冒険者達によって倒され、魔除けは奪還されたものの、その肉体はいかなる剣で切り刻もうとも、灼熱の火炎で焼き尽くそうとも滅びなかったと言われている。そして、その肉体は迷宮の地下深くに厳重に封印を施されているという。
それから100年ほど後、城塞都市を訪れた流れの冒険者一行は、このワードナの迷宮の見回るという仕事を受ける。彼らは探索の最中で、番兵が何者かに無残に殺されている様子を発見する。一行の一人である盗賊は、密かにワードナの墓から財宝を盗み出そうとするが、墓の中には何も無かった。
その出来事は、世界の破滅の始まりをしめしていた。